# Енеїда (золота монета)
«Енеї́да» — золота пам'ятна монета Національного банку України номіналом 100 гривень, присвячена 200-річчю першого видання «Енеїди» — поеми основоположника нової української літератури Івана Петровича Котляревського (1769-1838).
Монету введено в обіг 28 жовтня 1998 року. Вона належить до серії «Духовні скарби України».

## Опис монети та характеристики
| Номінал грн. | Метал            | Маса, г       | Діаметр, мм | Якість виготовлення | Гурт    | Тираж, штук |
| ------------ | ---------------- | ------------- | ----------- | ------------------- | ------- | ----------- |
| 100          | золото 900 проби | 15,55 / 17,28 | 25,0        | пруф                | гладкий | 2 000       |

### Аверс
На аверсі монети зображено малий Державний Герб України в оточенні античних і козацьких атрибутів: дві ліри, шолом, шабля, куманець та сагайдак із стрілами. На монеті розміщені написи: вгорі «УКРАЇНА» і «1998», внизу у два рядки «100 ГРИВЕНЬ» та позначення і проба дорогоцінного металу Au 900 та його вага у чистоті 15,55.

### Реверс
На реверсі монети представлена композиція, що складається з гротескового зображення героїв поеми на тлі українського краєвиду: Еней і Дідона стоять обабіч центральної фігури козака-бандуриста. На монеті розміщені написи: вгорі «ЕНЕЇДА», внизу у три рядки «І.КОТЛЯРЕВСЬКОГО» і «200 РОКІВ».

## Автори

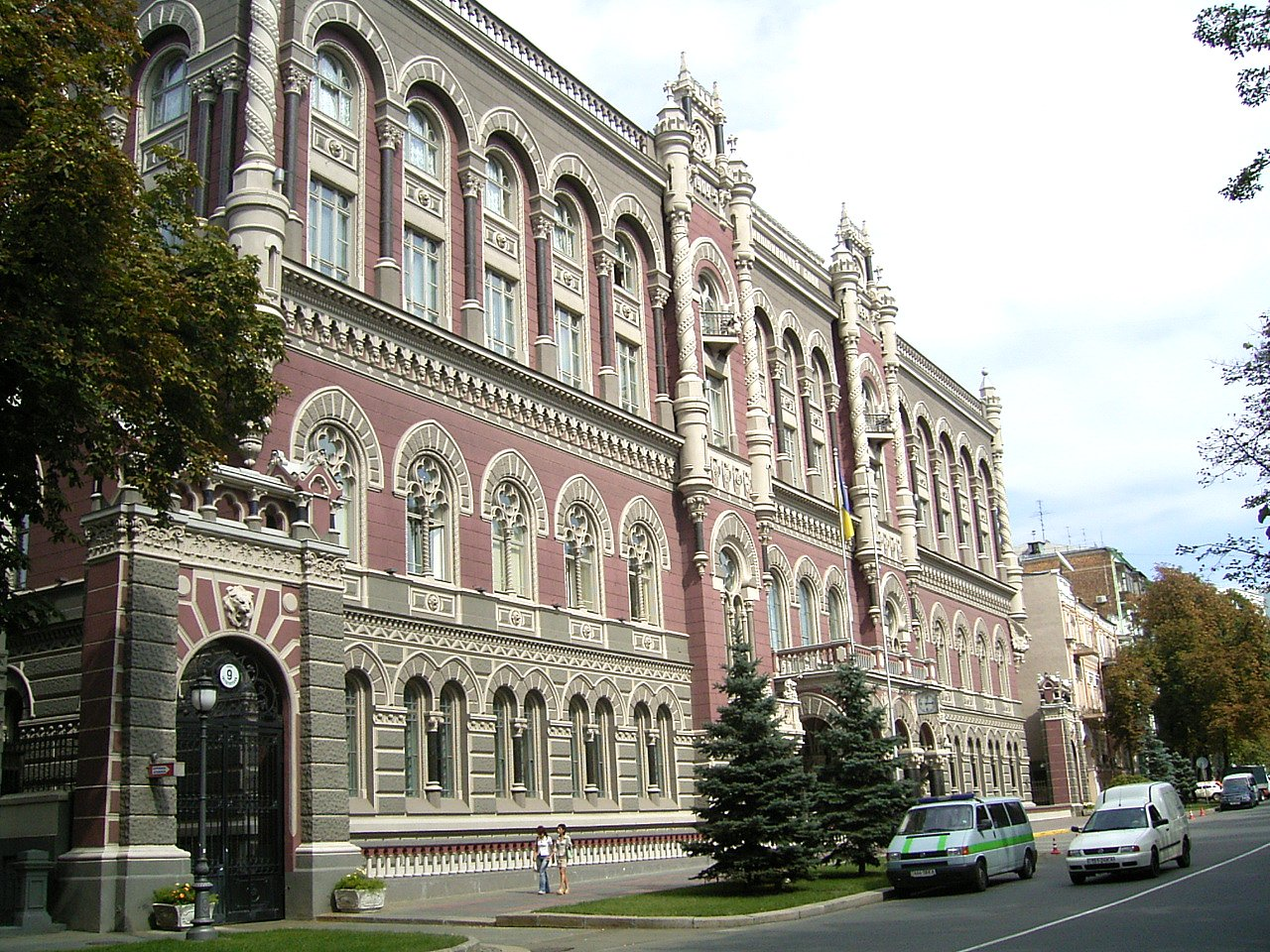
Будівля Національного банку України

- Художник — Чайковський Роман.
- Скульптор — Чайковський Роман.

## Вартість монети
Ціна монети — 7 528 гривень, була вказана на сайті Національного банку України у 2011 році.
Фактична приблизна вартість монети, з роками змінювалася так:
| Рік        | 2010   | 2011   | 2012   | 2013   | 2014   | 2015   | 2016   | 2017   | 2018   | 2019   |
| ---------- | ------ | ------ | ------ | ------ | ------ | ------ | ------ | ------ | ------ | ------ |
| Ціна, грн. | 28 000 | 28 000 | 20 000 | 12 000 | 15 000 | 35 600 | 19 500 | 33 300 | 23 800 | 27 800 |
| Рік        | 2020   | 2021   | 2022   | 2023   | 2024   | 2025   |        |        |        |        |
| Ціна, грн. | 30 000 | 31 500 | 41 000 | 55 000 | 69 000 | 93 000 |        |        |        |        |